# Svenneby, Torsby kommun
Svenneby är en småort i Fryksände socken i Torsby kommun i norra Värmland belägen söder om Torsby.